# Erofej Pavlovič
Erofej Pavlovič è una cittadina della Russia estremo-orientale, situata nella oblast' dell'Amur. Dipende amministrativamente dal rajon Skovorodinskij.
Sorge nella parte nordoccidentale della oblast', sulle sponde del fiume Urka (affluente dell'Amur), lungo la ferrovia Transiberiana.
La cittadina prende il nome da Erofej Pavlovič Chabarov, esploratore russo che viaggiò per le regioni dell'estremo oriente russo nel XVII secolo.